# Sillosuchus

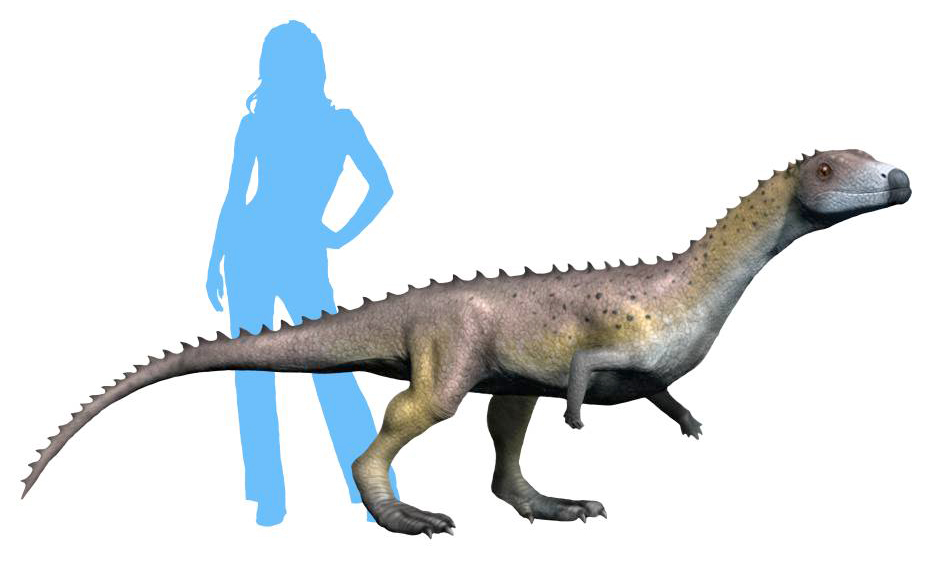
Реставрація Sillosuchus longicervix, розмір на основі голотипу

Sillosuchus — рід шувозавридових попозавроподібних архозаврів, які жили в Південній Америці під час пізнього тріасового періоду. Шувозавриди були незвичайною родиною рептилій, що належали до групи Poposauroidea; хоча їхні найближчі сучасні родичі — крокодили, вони були двоногими та мали легку броню, мали стегна та череп, як у динозаврів. Судячи з останків черепа представників родини, таких як Effigia, вони також були беззубими та, ймовірно, дзьобовими травоїдними.